# Kōhō
Kōhō (japanisch 康保) ist eine japanische Ära (Nengō) von  August 964 bis September 968 nach dem gregorianischen Kalender. Der vorhergehende Äraname ist Ōwa, die nachfolgende Ära heißt Anna. Die Ära fällt in die Regierungszeit der Kaiser (Tennō) Murakami und Reizei. 
Der erste Tag der Kōhō-Ära entspricht dem 19. August 964, der letzte Tag war der 7. September 968. Die Kōhō-Ära dauerte fünf Jahre oder 1481 Tage.

## Ereignisse
- 967 Murakami Tennō stirbt
- 967 Das Engishiki tritt in Kraft